# Jean II (roi d'Aragon)
Pour les articles homonymes, voir Jean II.
Jean II d'Aragon dit le Grand (en catalan : Joan el Sense Fe ou  el Grand, en castillan : Juan el Grande), né le 29 juin 1398 à Medina del Campo et mort le 19 janvier 1479 à Barcelone, est roi de Navarre par mariage entre 1425 et 1441, puis par usurpation entre 1441 et 1479. 
Il est roi d'Aragon, de Valence, de Majorque, de Sardaigne et de Sicile (sous le nom de Jean Ier) de 1458 à 1479. Il est comte de Barcelone, de Besalú, de Pallars Jussà, d'Urgell et de Cerdagne de 1458 et 1462, date à laquelle débute la Guerre civile catalane qui va durer 10 ans. 
Pendant cette période, le comté est donné à Henri IV de Castille de 1462 à 1463, Pierre de Coimbra de 1463 à 1466 et enfin à René d'Anjou de 1466 à 1472. En 1472, Jean II d'Aragon récupère le comté jusqu'à sa mort en 1479. Il est également comte de Roussillon de 1458 et 1463 et à nouveau de 1463 et 1475, le comté ayant été gagé à Louis XI pour son soutien lors de la guerre civile.

## Famille
Représentant de la dynastie de Trastamare, il est le fils du roi d'Aragon Ferdinand Ier (1380-1416) et d'Éléonore de Castille (1374-1435).
Il succède à son frère Alphonse V (1396-1458) comme souverain de l'ensemble des territoires de la couronne d'Aragon. 

## Mariage et descendance
Le 18 janvier 1420, à Pampelune, il épouse en premières noces la future Blanche Ire (1385-1441), reine de Navarre (1425-1441), fille du roi Charles III dit Charles le Noble, et d'Éléonore de Castille (apr. 1363-1416).
De son mariage avec Blanche sont issus:
- Charles dit de Viane (1421-1461) - Charles « IV », est soutenu par une partie importante de la population catalane. Ils se réconcilient en 1460 mais Charles de Viane meurt en 1461 dans des conditions mystérieuses, peut-être empoisonné par sa belle-mère. La mort de Charles entraîne une guerre civile.
- Blanche d'Aragon (1424-1464) appelée Blanche « II ».
- Éléonore Ire de Navarre (v. 1426-1479), qui aide son père : il lui livre sa sœur Blanche, qu'elle laisse périr en prison. Éléonore, qui a épousé en 1436 le comte de Foix Gaston IV (1425-1472), succède à son père pour quelques mois (1479) sur le trône de Navarre, tandis que les territoires de la couronne d'Aragon étaient normalement attribués au fils issu de son second mariage. D'Eléonore vient la suite des rois de Navarre, dont Henri IV.

Jean II d'Aragon épouse en secondes noces Jeanne Enríquez (1425-1468), fille de Fadrique Enríquez (mort en 1473), amiral de Castille, et de Marina Fernández de Córdoba (morte en 1431). Les fiançailles ont lieu le 1er septembre 1444 à Torrelobatón, mais le mariage n'est effectivement célébré que le 13 juillet 1447 à Calatayud. Cette nouvelle épouse est plus jeune que les enfants de son premier mariage.
De cette seconde union sont issus :
- Éléonore d'Aragon (née entre 1447 et 1448, morte à une date non connue, sans doute en bas âge)
- Ferdinand II d'Aragon (1452-1516), dit Ferdinand le Catholique, roi d'Aragon (1479-1516),
- Jeanne d'Aragon (1454-1517), qui épouse en 1476 son cousin germain Ferdinand d'Aragon (1423-1494), roi de Naples (1458-1494), fils illégitime du roi Alphonse V.
- Marie d'Aragon (née en 1455, sans doute morte en bas âge).

Jean II a également plusieurs fils naturels :
- Alphonse d'Aragon y de Escobar (es) (1417-1495), premier duc de Villahermosa, comte de Ribagorce et de Cortes, né de Leonor d'Escobar[1]
- Jean d'Aragon I (es) (1439 ou 1440-1475), archevêque de Saragosse (1458-1475) ;

## Roi de Navarre
À la mort de sa femme en 1441, il usurpe le trône de Navarre entre 1441 et 1479 au détriment successif de leurs trois enfants, héritiers légitimes du trône.

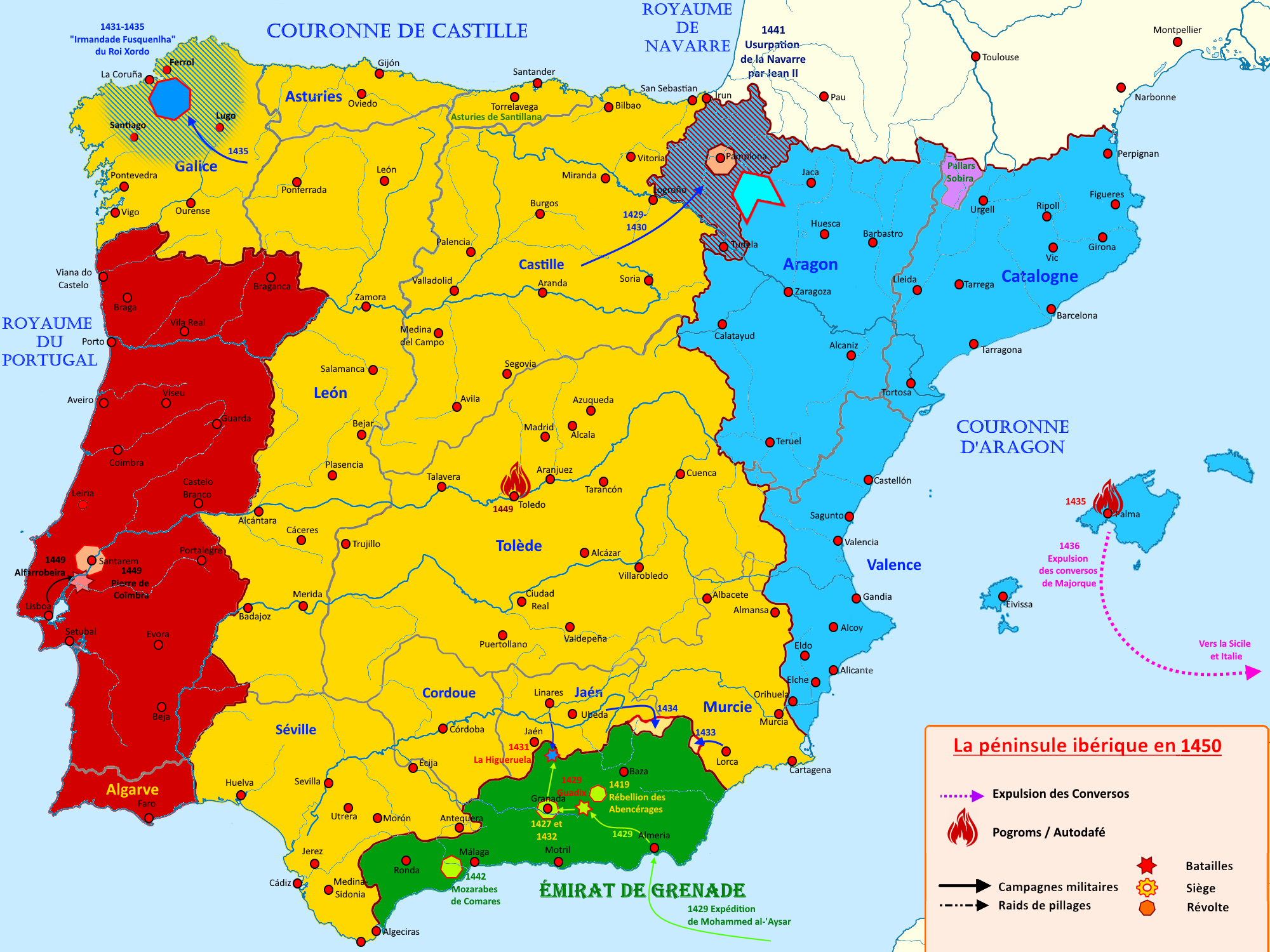
L'usurpation de la Navarre en 1441
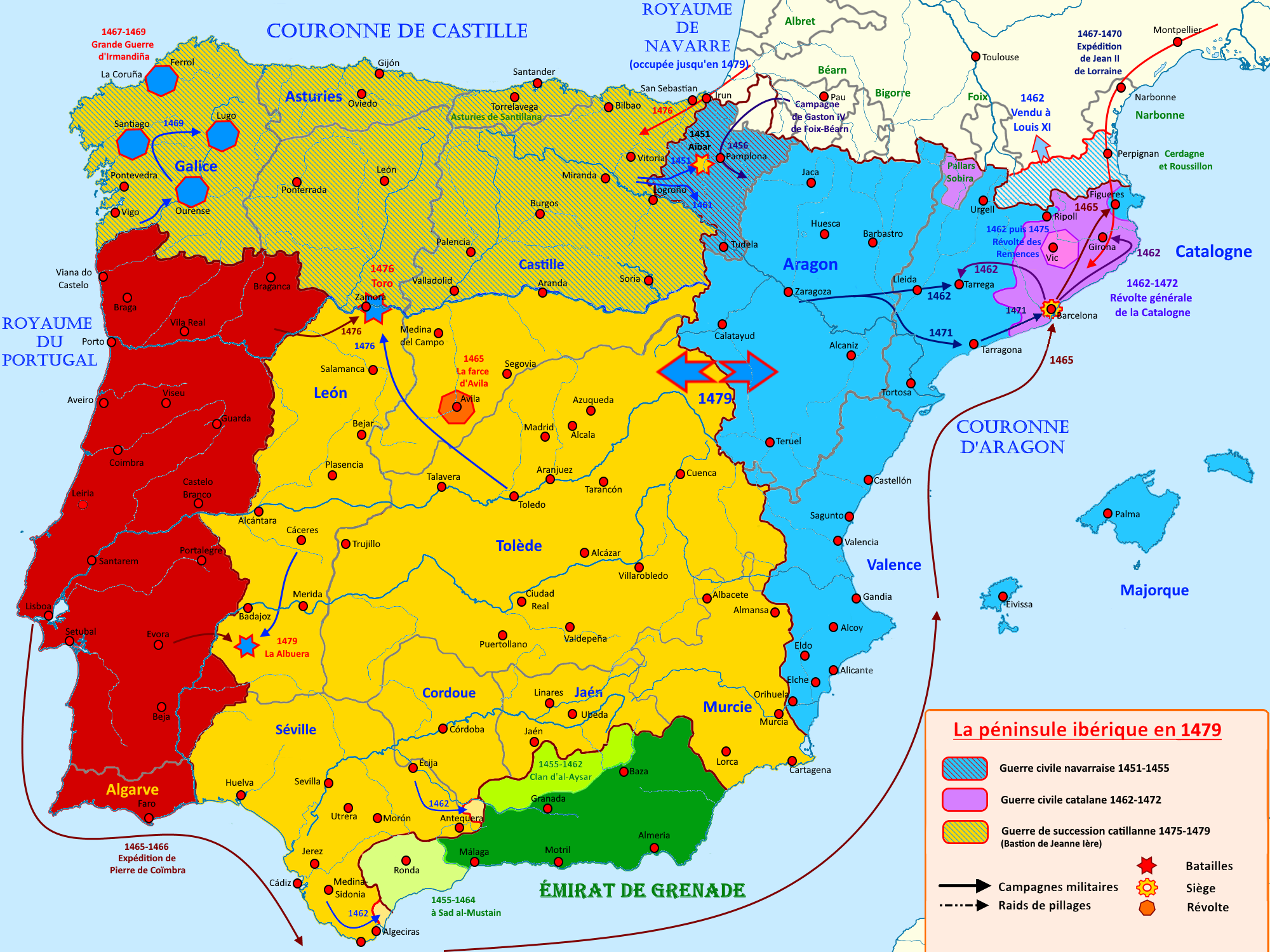
La guerre civile navarraise (1451-1455) et catalane (1462-1472)

### Sources et bibliographie
- (ca) Armand de Fluvià (préf. Josep M. Salrach), Els primitius comtats i vescomptats de Catalunya : Cronologia de comtes i vescomtes, Barcelone, Enciclopèdia catalana, coll. « Biblioteca universitària » (no 11), avril 1989, 238 p. (ISBN 84-7739-076-2), p. 36-37
- (ca) Jaume Sobrequés i Callicó et Mercè Morales i Montoya, Contes, reis, comtesses i reines de Catalunya, Barcelone, Editorial Base, coll. « Base Històrica » (no 75), avril 2011, 272 p. (ISBN 978-84-15267-24-9), p. 165-176